# Rianna Galiart
Rianna Galiart (Zaandijk, 22 november 1985) is een Nederlandse voormalige atlete uit Uitgeest, die gespecialiseerd was in het polsstokhoogspringen. Ze werd meervoudig Nederlands kampioene in deze discipline.

## Biografie

### Snelle ontwikkeling
Galiart studeerde bewegingswetenschappen aan de Vrije Universiteit van Amsterdam en deed sinds 1993 aan atletiek. Op veertienjarige leeftijd belde ze Richard Coté op om te vragen of ze mee mocht trainen met een paar jongens die aan polsstokhoogspringen deden. "Ik mocht het wel een keertje proberen. Ik vond het zo leuk dat ik daar bleef trainen."
Sindsdien is het snel gegaan met de ontwikkeling van de Noord-Hollandse atlete. Sprong zij in 2001 als B-meisje nog 2,50 m, een jaar later had ze daar al 50 cm aan toegevoegd en werd ze Nederlands B-juniorkampioene met een sprong over 3 meter, nadat ze in februari met 2,75 m haar allereerste indoortitel had behaald. Ook in 2003 zette Galiart die opwaartse trend voort. Eerst werd ze indoorkampioene bij de A-meisjes met 3,30 m, waarna ze bij de nationale outdoorkampioenschappen over 3,50 m wipte, opnieuw goed voor goud. Dat jaar nam ze ook voor het eerst deel aan de Nederlandse kampioenschappen voor vrouwen, wat haar met een sprong over 3,30 m een zesde plaats opleverde. Haar beste prestatie van het jaar leverde ze in Uden, waar ze zelfs 3,64 m overbrugde.

### Allereerste seniorenmedaille
Een jaar later liet Rianna Galiart zien, dat zij inmiddels niet alleen haar leeftijdgenotes was ontgroeid: ze werd alweer nationaal jeugdkampioene, eerst binnen en daarna buiten met 3,55, terwijl nummer twee tot 2,95 kwam. Ze toonde tevens aan dat zij zich in eigen land ook had ontwikkeld tot een geduchte tegenstandster voor haar seniorconcurrentes, want bij de Nederlandse baankampioenschappen viel ze ditmaal in de prijzen door met 3,91 als derde te eindigen. Dat er bij de vrouwen een wisseling van de wacht aan de Nederlandse polshoogtop zat aan te komen, werd met de dag duidelijker. Het leek nog slechts een kwestie van tijd.

### Kampioene en eerste internationale ervaringen
In 2005 was het al zover. Werd ze bij de Nederlandse indoorkampioenschappen met 3,75 nog derde, bij de buitenkampioenschappen veroverde Galiart voor de eerste maal de seniorentitel met een sprong over 4,10, haar beste jaarprestatie. Sindsdien heeft ze op nationaal niveau die positie vastgehouden. Vanaf 2006 was ze steevast zowel binnen als buiten de beste.
Internationaal bleek het echter een stuk lastiger om in de buurt van de top te komen. Op haar eerste grote toernooi in 2005, de Europese kampioenschappen voor atleten tot 23 jaar in Erfurt, werd ze met diezelfde 4,10 negende, terwijl de Oekraïense Nataliya Kushch met een sprong over 4,30 het goud veroverde. Het jaar erna, op de Europese kampioenschappen van 2006, slaagde Galiart er niet in om in de finale te komen. Drie pogingen om over 4,15 te springen mislukten, waardoor haar beste prestatie op 4,00 bleef steken. Achteraf bleek, dat zelfs haar persoonlijk record, dat ze dat jaar inmiddels op 4,20 had gebracht, op dat moment niet voldoende zou zijn geweest om in de finale te geraken.
In 2007 was Rianna Galiart opnieuw present bij de Europese kampioenschappen voor atleten tot 23 jaar en weer kwam ze tot een hoogte van 4,10, waarmee ze ditmaal zesde werd. Het verschil met de winnares was echter heel wat meer dan twee jaar eerder, want ditmaal sprong winnares Aleksandra Kiryashova over 4,50.

### Tweede aller tijden
Hoezeer de Noord-Hollandse zich bleef ontwikkelen op het moeilijke polsstoknummer bewees ze vervolgens aan het begin van 2008. Bij indoorwedstrijden in het Franse Épinal op 9 februari verbeterde ze zich in één klap van 4,20 tot 4,31, 11 cm hoger dan ooit en nog maar 9 cm verwijderd van de limiet van de Atletiekunie voor de wereldindoorkampioenschappen in het Spaanse Valencia. Op de nationale indoorranglijst van de besten aller tijden stond ze er tweede mee, achter de 4,45 van Monique de Wilt uit 2003 (peildatum jan. 2012). Een week later werd ze in Gent opnieuw Nederlands kampioene op haar favoriete onderdeel, haar zesde seniorentitel alweer. De 4,01 die ze hiervoor nodig had, lag een stuk onder haar prestatie in Épinal.
Rianna Galiart was aangesloten bij atletiekvereniging AV Lycurgus en AV Zaanland.

## Nederlandse kampioenschappen
Outdoor
| Onderdeel            | Jaar                                           |
| -------------------- | ---------------------------------------------- |
| polsstokhoogspringen | 2005, 2006, 2007, 2008, 2009, 2012, 2013, 2014 |

Indoor
| Onderdeel            | Jaar                                     |
| -------------------- | ---------------------------------------- |
| polsstokhoogspringen | 2006, 2007, 2008, 2011, 2012, 2013, 2014 |

## Persoonlijke records
Outdoor
| Onderdeel            | Prestatie | Datum           | Plaats    |
| -------------------- | --------- | --------------- | --------- |
| 200 m                | 24,98     | 26 juni 2011    | Drachten  |
| hoogspringen         | 1,65      | 22 april 2007   | Delft     |
| polsstokhoogspringen | 4,40      | 8 augustus 2015 | Kessel-Lo |
| verspringen          | 5,77      | 6 juli 2008     | Amsterdam |

Indoor
| Onderdeel            | Prestatie | Datum            | Plaats    |
| -------------------- | --------- | ---------------- | --------- |
| polsstokhoogspringen | 4,40      | 13 februari 2016 | Gent      |
| verspringen          | 5,80      | 26 januari 2008  | Groningen |

## Palmares

### polsstokhoogspringen
- 2003: 6e NK - 3,30 m
- 2004:  NK indoor - 3,68 m
- 2004:  NK - 3,91 m
- 2005:  NK indoor - 3,75 m
- 2005:  NK - 4,10 m
- 2006:  NK indoor - 4,00 m
- 2006:  NK - 4,20 m
- 2007:  NK indoor - 4,00 m
- 2007:  NK - 4,01 m
- 2008:  NK indoor - 4,01 m
- 2008:  NK - 4,16 m
- 2009:  NK - 4,11 m
- 2010:  NK indoor - 4,11 m
- 2010:  NSK indoor - 4,26 m
- 2010:  NK - 3,81 m
- 2011:  NK indoor - 4,11 m
- 2011:  NK - 4,21 m
- 2012:  NK indoor - 4,21 m
- 2012:  NK - 4,25 m
- 2013:  NK indoor - 4,11 m
- 2013:  NK - 4,11 m
- 2014:  NK indoor - 4,11 m
- 2014:  NK - 4,20 m
- 2015:  NK indoor - 4,32 m
- 2015: 9e FBK Games - 4,25 m
- 2015:  Gouden Spike - 4,21 m
- 2015:  NK - 4,25 m
- 2015:  Meeting for Mon te Kessel-Lo - 4,40 m
- 2016:  NK indoor – 4,40 m
- 2016:  NK – 4,27 m